# Fabian Gottlieb von Bellingshausen

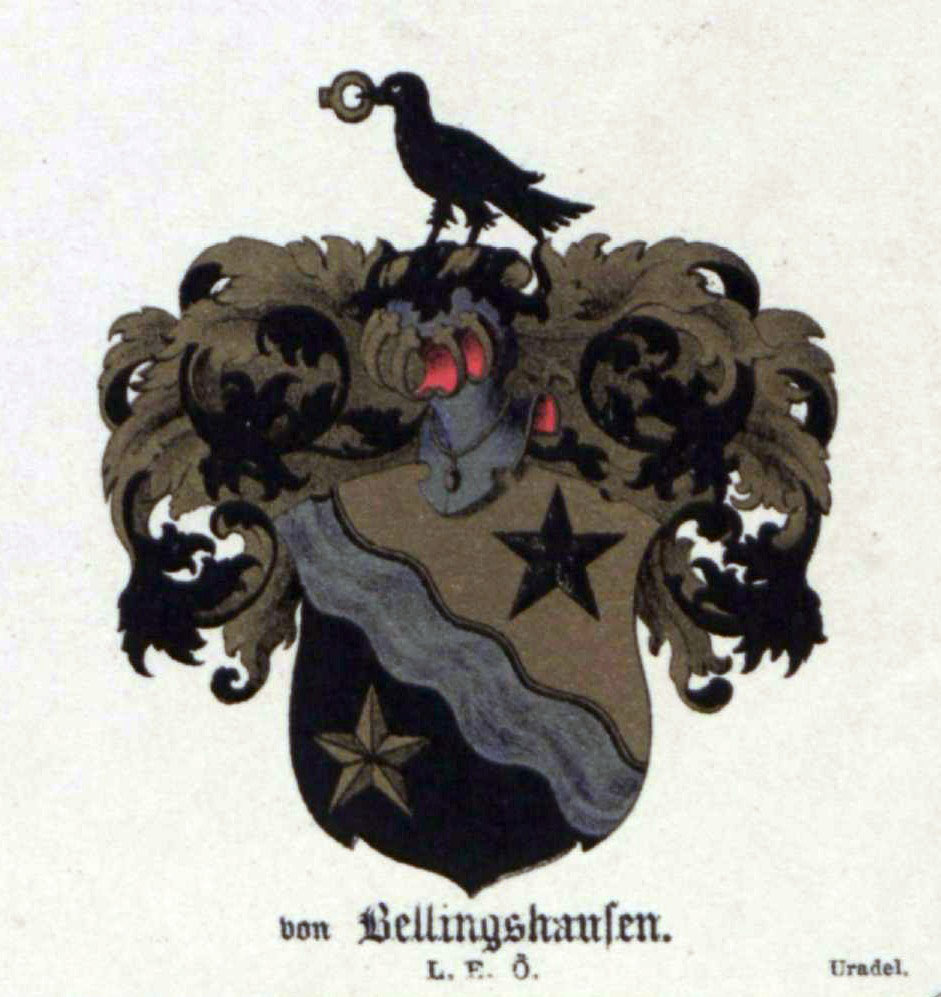
A Bellingshausen család címere

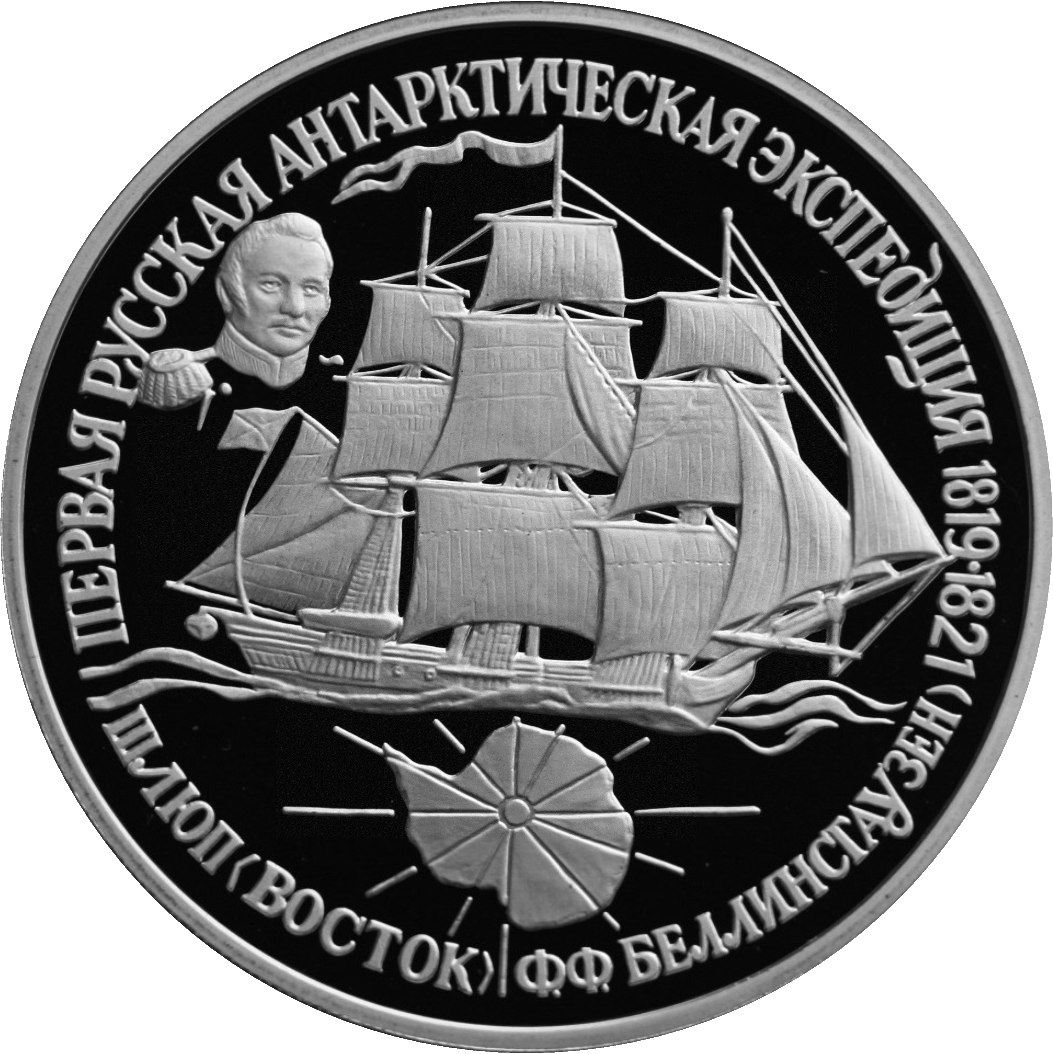
Orosz emlékérem az első orosz déli-sarkvidéki expedíció tiszteletére

Fabian Gottlieb Thaddeus (Faggyej Faggyejevics) von Bellingshausen (oroszul: Фаддей Фаддеевич Беллинсгаузен; (Lahhetagge birtok, Saaremaa, 1778. szeptember 20. – Kronstadt, 1852. január 25.) balti német tengerész felfedező, a cári orosz haditengerészet tisztje volt. Ő látta meg először az Antarktisz szárazföldjét.

## Élete és munkássága
Balti német nemesi családban született. Már 11 éves korában felvették a kronstadti tengerészeti hadiiskolába. 1797-ben az orosz haditengerészet zászlósa lett. 1803 és 1806 között a Nagyezsda nevű hajón szolgált és részt vett az első orosz világkörüli hajóúton Adam Johann von Krusenstern parancsnoksága alatt. Ezután kapitányi rangot kapott és a balti, majd a fekete-tengeri orosz flotta több hajójának a parancsnoka volt.
1819-ben bízták meg az I. Sándor orosz cár által kezdeményezett orosz déli-sarki expedíció vezetésével. A 935 tonnás Vosztok hajó kapitányaként, az 530 tonnás Mirnij ellátóhajó kíséretében augusztusban hajózott ki Kronstadtból. Az odafelé vezető úton feltérképezte a Tuamotu-szigeteket és Macquarie-szigetet. Az összesen 751 napig tartó út során 29 új szigetet fedezett fel a Csendes-óceánon és a Déli-sarkvidék környékén, és 1820. január 28-án elsőként látta meg az antarktiszi szárazföldet a d. sz. 69° 21′ 28″, ny. h. 2° 14′ 50″69.357778°S 2.247222°W ponton (mintegy 20 mérföldre a parttól). A következő napokban többször újra látták, sőt hajóikkal egészen meg is közelítették a kontinenst. A kutatómunka során az expedíció hatszor lépte át a déli sarkkört és körülhajózta az Antarktiszt. Bellingshausen James Cook után a második volt, aki eljutott ilyen messze délre. 1820 augusztusában átlépte a déli szélesség 70. fokát és ezzel sikerült az Antarktiszt délebbi útvonalon körülhajóznia, mint Cooknak.
1821-ben fedezte fel és nevezte el az Antarktiszi-félsziget előtt az I. Sándor-szigetet és az I. Péter-szigetet. Az előbbit ő a szárazföld részének tartotta és eredetileg I. Sándor-partnak hívta, de a vastag jég alatt fekvő területről 1940-ben kiderült, hogy az tulajdonképpen sziget.
1821. augusztusi hazatérése után előléptették, majd 1828-ban altengernaggyá nevezték ki. 1829-ben részt vett Várna ostromában az orosz–török háború (1828–29) során. 1839-ben lett a kronstadti erőd kormányzója. 1843-ban admirális lett.
Déli-sarkvidéki expedíciójának története először 1831-ben jelent meg orosz nyelven Szentpétervárott.

## Emlékezete
Egy sor földrajzi helyet, illetve csillagászati objektumot neveztek el róla, így:
- 3659 Bellingshausen kisbolygó
- a korábbi Bellingshausen-sziget az Aral-tóban
- Bellingshausen-sziget a déli Atlanti-óceánban
- Bellingshausen-tenger a Déli-óceánban
- Bellingshausen állomás, orosz (korábbi szovjet) kutatóállomás a György király szigeten az Antarktisz közelében
- Bellingshausen-lemez, ősi tektonikus lemez
- Bellinsgauzen-kráter, kráter a Hold túlsó felén
- Bellingshausen-atoll a Csendes-óceánban
- Bellingshausen-hegy (Antarktisz)
- Bellingshausen-hegy (Yukon-terület)
- Bellingshausen-gleccser (Antarktisz)
- Bellingshausen-fok (Szahalin)
- Faggyej-szigetek az Északi Jeges-tengerben (ezt a nevet Bellingshausen orosz keresztneve után adták, ami a maga részéről a Thaddeus, azaz Tádé oroszos alakja)

## Külső hivatkozások
- Bellingshausen a Pallas Nagylexikonban [Tiltott forrás?]
- Fabian von Bellingshausen a south-pole.com honlapján (angolul)
- Életrajza (oroszul)
- Bellingshausen expedíciójának térképe (orosz nyelvű feliratokkal, a korabeli julián naptár szerinti dátumokkal) Archiválva 2007. március 10-i dátummal a Wayback Machine-ben
- A Bellingshausen család birtokát bemutató észtországi idegenforgalmi honlap (angolul)

## Fordítás
- Ez a szócikk részben vagy egészben a Fabian Gottlieb von Bellingshausen című német Wikipédia-szócikk ezen változatának fordításán alapul.  Az eredeti cikk szerkesztőit annak laptörténete sorolja fel. Ez a jelzés csupán a megfogalmazás eredetét és a szerzői jogokat jelzi, nem szolgál a cikkben szereplő információk forrásmegjelöléseként.